# Botlekbrug
De Botlekbrug is een hefbrug voor weg- en spoorverkeer over de Oude Maas in het Rotterdams havengebied. De brug werd in 1955 geopend om de Botlek te ontsluiten en is in 2015 vervangen door een geheel nieuwe brug. Sindsdien zijn er voor wegverkeer in beide richtingen twee rijstroken, terwijl het treinverkeer voor elke richting één spoor krijgt. Sinds 1980, toen de Botlektunnel beschikbaar kwam voor het wegverkeer, is de brug hoofdzakelijk in gebruik als route voor langzaam verkeer en voor het vervoer van gevaarlijke stoffen die niet door de tunnel mogen.

## Spoor
In het kader van de aanleg van de Betuweroute en de bijbehorende aanpassingen aan de Havenspoorlijn is een dubbelsporige Botlekspoortunnel aangelegd, omdat de oude Botlekbrug vaak open moest voor de scheepvaart en geen ruimte bood voor een tweede spoor. Het enkele spoor op deze oude brug was nog wel een tijdje in gebruik voor goederenvervoer tussen de Botlek en Pernis, maar is inmiddels afgebroken. Op de nieuwe Botlekbrug wordt anno 2018 nog gewerkt aan een spoorverbinding met bovenleiding. Aan de westoever sluit deze aan op de Havenspoorlijnen en aan de oostoever op de Betuweroute. De verbinding kan als omleiding benut worden wanneer de Botlektunnel buiten gebruik is.

## Nieuwe brug

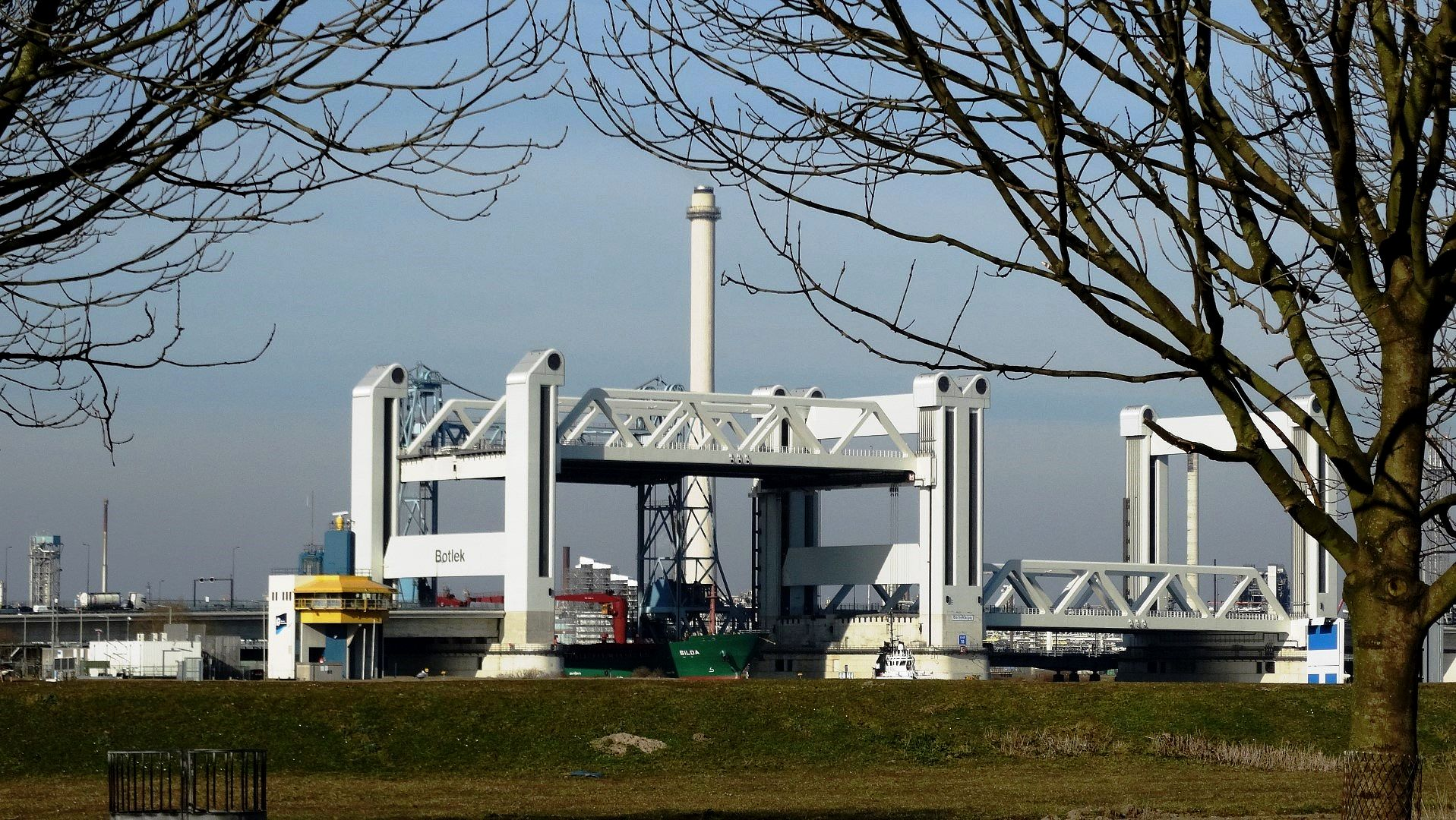
De geopende brug

Binnen het plan van reconstructie van de rijksweg A15 is de Botlekbrug in 2015 vervangen door een nieuwe brug die direct naast de oude kwam te liggen. De nieuwe Botlekbrug is 1200 meter lang, heeft twee beweegbare hefdelen en een overspanning van 92 meter. Daarmee is het een van de grootste hefbruggen van Europa. In gesloten stand heeft de brug een doorvaarthoogte van 14 meter, waardoor het aantal brugopeningen per dag sterk wordt teruggebracht ten opzichte van de 8 meter van de oude brug. De werkelijke doorvaarthoogte is afhankelijk van het getij en is 12.88 meter ten opzichte van het gemiddeld hoog water (GHW). In de beginperiode zal de brug gemiddeld maximaal een keer per uur voor minimaal tien minuten opengaan. Binnenvaart en recreatievaart kan eronderdoor als de brug gesloten is en de andere, hogere, schepen passeren sneller. De heftorens van ruim 55 meter kunnen de brugdekken optrekken tot een doorvaarthoogte van 45,6 meter. Elk van de optrekbare delen weegt zo'n 5000 ton, is ongeveer 90 meter lang en 50 meter breed, voldoende voor 2×2 rijstroken, een dubbele spoorlijn en een fiets/bromfietspad. Doordat het contragewicht hetzelfde gewicht heeft, is het mogelijk om de brug binnen 90 seconden te heffen en te laten dalen. Aanvankelijk is er een enkele treinverbinding; bij verdubbeling wordt het brugdek zwaarder en worden de contragewichten aangepast.
Van de acht heftorens staan er vier op de balkvormige middenpijler, waar Schuttevaer in de ontwerpfase zijn zorg over uitsprak. Door zijn plaatsing zou die pijler de uitvaart van het Hartelkanaal richting Oude Maas bemoeilijken bij een sterke getijstroom. Moderne, grote binnenvaartschepen zouden daardoor grote moeite zou hebben met het veilig maken van de draai.
Op zondag 12 juli 2015 is een deel van de Botlekbrug opengesteld voor het verkeer. Later is ook de noordelijke rijbaan richting de Maasvlakte opengesteld. Uiteindelijk liggen er twee keer twee rijstroken op de brug. Door de middenpijler kan het scheepvaartverkeer de brug van beide kanten tegelijkertijd passeren.

## Incident
Op 26 februari 2015, nog voor de oplevering van de nieuwe brug, voer een zeetanker tegen de oude lage brug aan. Daarbij zwenkte de tanker en raakte ook de nieuwe brug. De schade aan de nieuwe brug werd door de aannemer geschat op 20.000 euro. Bij de oude brug werd het brugdek gedeeltelijk ontzet.

## Storingen en openingen
De nieuwe Botlekbrug wordt sinds de openstelling geplaagd door een groot aantal storingen. Voor zowel het weg- als scheepvaartverkeer zijn er frequent storingen met de honderdste storing in 2017. De vertragingen door het hoge aantal storingen waren voor de regionale politiek een reden om destijds verantwoordelijk minister Melanie Schultz van Haegen (VVD) uit te nodigen bij de Botlekbrug om de honderdste storing 'te vieren'. Burgers en bedrijfsleven zijn de hinder veroorzaakt door de in de praktijk onbetrouwbare brug zat en dat was aanleiding voor een protestlied. De storingen leiden tot gevaarlijke situaties wanneer automobilisten achteruitrijden en spookrijden om de zoveelste storingen te ontwijken.
Het grote aantal storingen leidde in 2016 tot Kamervragen. In 2018 zijn de omloopwielen op kosten van de aannemer vervangen. Dit zijn de wielen waarover de hefkabels lopen die het gewicht van de open brug en de contragewichten dragen. Door het ontwerp met twee vrij kleine lagers naast elkaar bleken onverwachte belastingen op te treden en ze zijn vervangen door grotere, enkele lagers. Daardoor moesten de nieuwe omloopwielen echter kleiner zijn, zodat de ontwerpmisser blijvende gevolgen heeft.
Rijkswaterstaat geeft de volgende tabel voor openstellingen en storingen. Het grote aantal storingen in 2021 zou komen door een samenloop van omstandigheden en de lage temperatuur in februari. Het aantal openingen komt overeen met de verwachtingen; Rijkswaterstaat rekende op 6000 per jaar, wat inderdaad het gemiddelde is over deze jaren; dat is 16,5 openingen per dag; bij de oude brug was dat ongeveer 50 per dag. 
| Storingscijfers          | 2017   | 2018   | 2019   | 2020   | 2021  |
| ------------------------ | ------ | ------ | ------ | ------ | ----- |
| Aantal brugopeningen     | 6.120  | 6.192  | 6.001  | 5.706  | 6.019 |
| Totaal aantal storingen  | 34     | 19     | 23     | 15     | 37    |
| Hinder voor wegverkeer   | 16     | 13     | 18     | 12     | 25    |
| Hinder voor scheepvaart  | 33     | 19     | 16     | 14     | 24    |
| Hinder voor spoorverkeer | n.v.t. | n.v.t. | n.v.t. | n.v.t. | 7     |

## Langzaamverkeersbrug
Aan de noordkant van de brug ligt, noord van de spoorbrug, een langzaamverkeersbrug. Sinds de nieuwe brug in 2015 werd geopend, is landbouwverkeer niet meer welkom. Bij de heropening werd besloten op de brug een fiets/bromfietspad te maken omdat de brug te smal is en de bochtstralen te klein voor landbouwverkeer. De brug kan wel worden gebruikt door hulpdiensten.
Landbouwverkeer, met name loonwerkers, moeten hierdoor 30 km omrijden via de Spijkenisserbrug en de Harmsenbrug. Door de branche-organisatie Vereniging Cultuurtechnische werken en Grondverzet, Meststoffendistributie en Loonwerken in de Agrarische sector in Nederland (Cumela), gevestigd te Nijkerk, werd hierover zonder succes een zaak aangespannen bij de Raad van State.
Bij het openen van de brug sluiten de slagbomen voor (brom)fietsers en voetgangers ongeveer 5 minuten eerder dan die voor auto’s. Dit is om ook de langzaamste verkeersdeelnemers, voetgangers, de tijd te geven om de brug veilig te verlaten.

## Oude brug

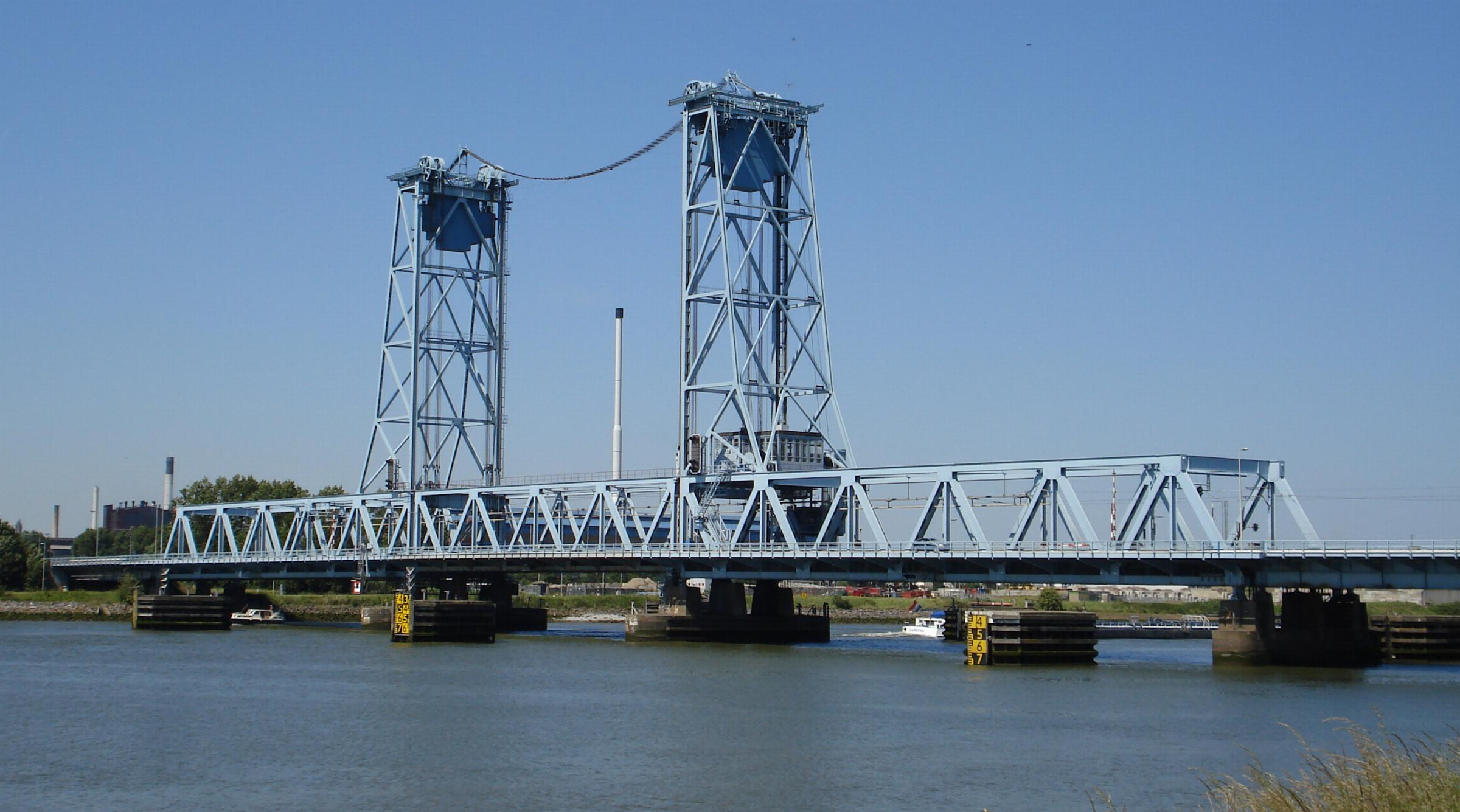
De oude Botlekbrug gezien vanaf de oever

De oude brug uit 1955 was een 505 meter lange stalen vakwerkbrug met hefgedeelte en een langste overspanning van 55 meter. De brug was 23 meter breed en 8 meter hoog. Na opening van de naastgelegen tunnel in 1980 werd hij voornamelijk gebruikt door verkeer dat niet in de tunnel mocht.
Op 26 augustus 2017 reed de laatste trein over de oude Botlekbrug en in oktober en november werd de brug gedemonteerd om verschroot en omgesmolten te worden. Dit is in mei 2018 voltooid.

## Afbeeldingen

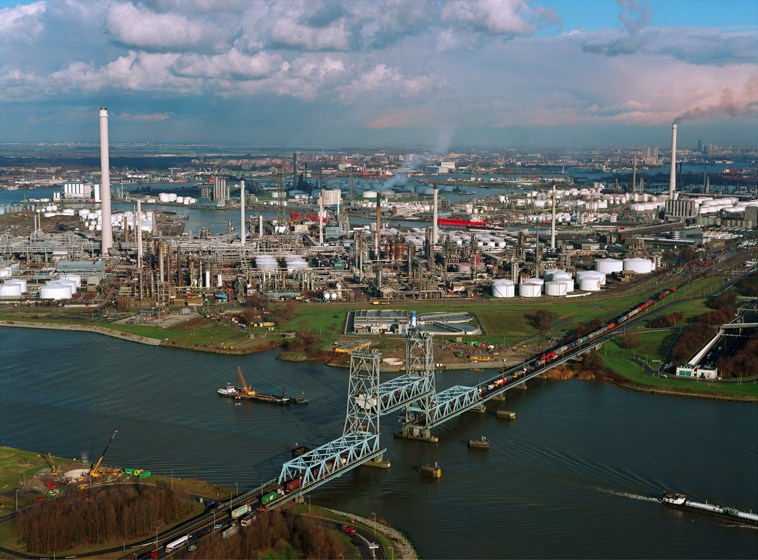
Petrochemische industrie Pernis met op de voorgrond de geopende oude Botlekbrug
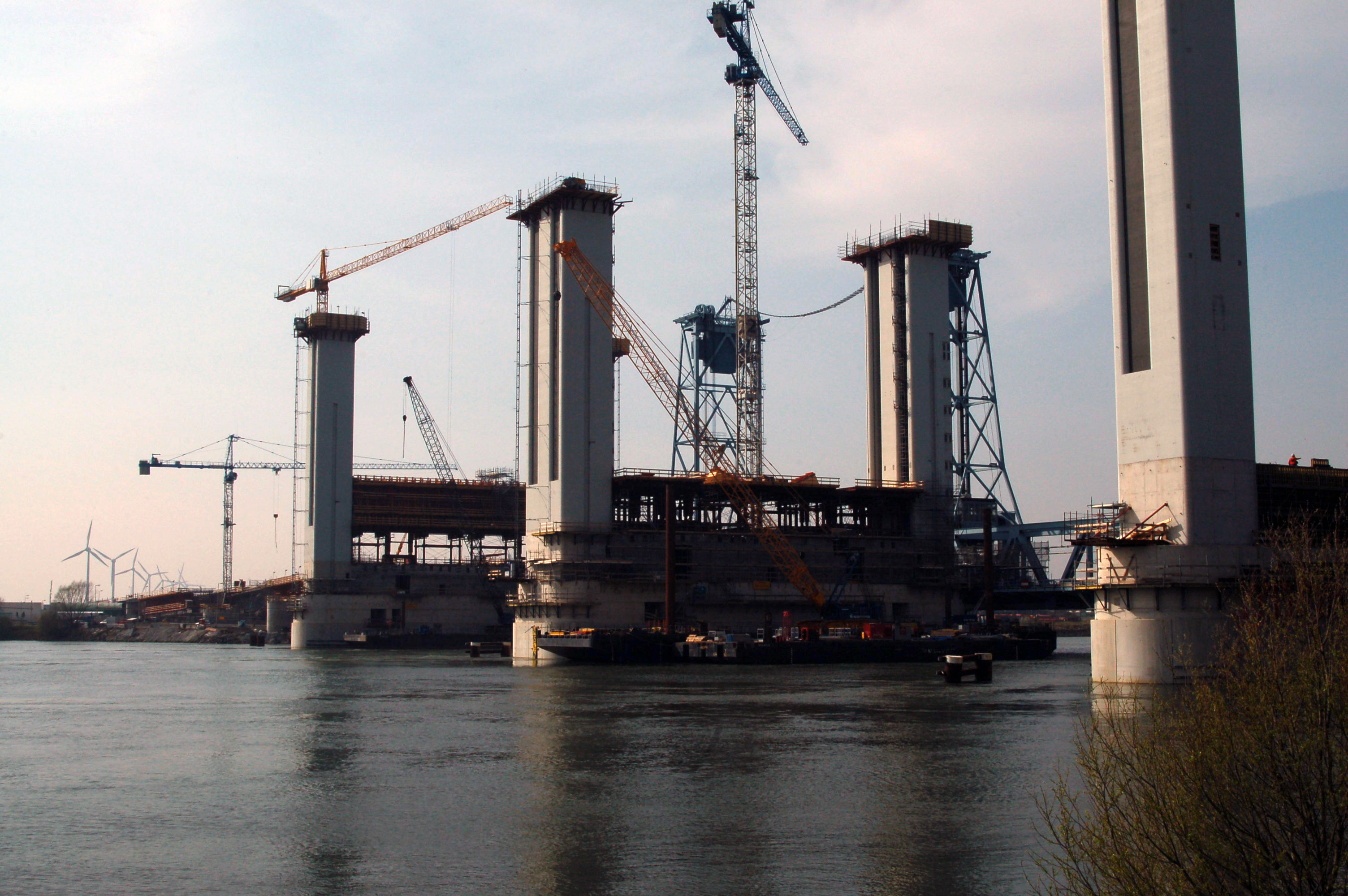
Nieuwe Botlekbrug in aanbouw met op de achtergrond de oude brug
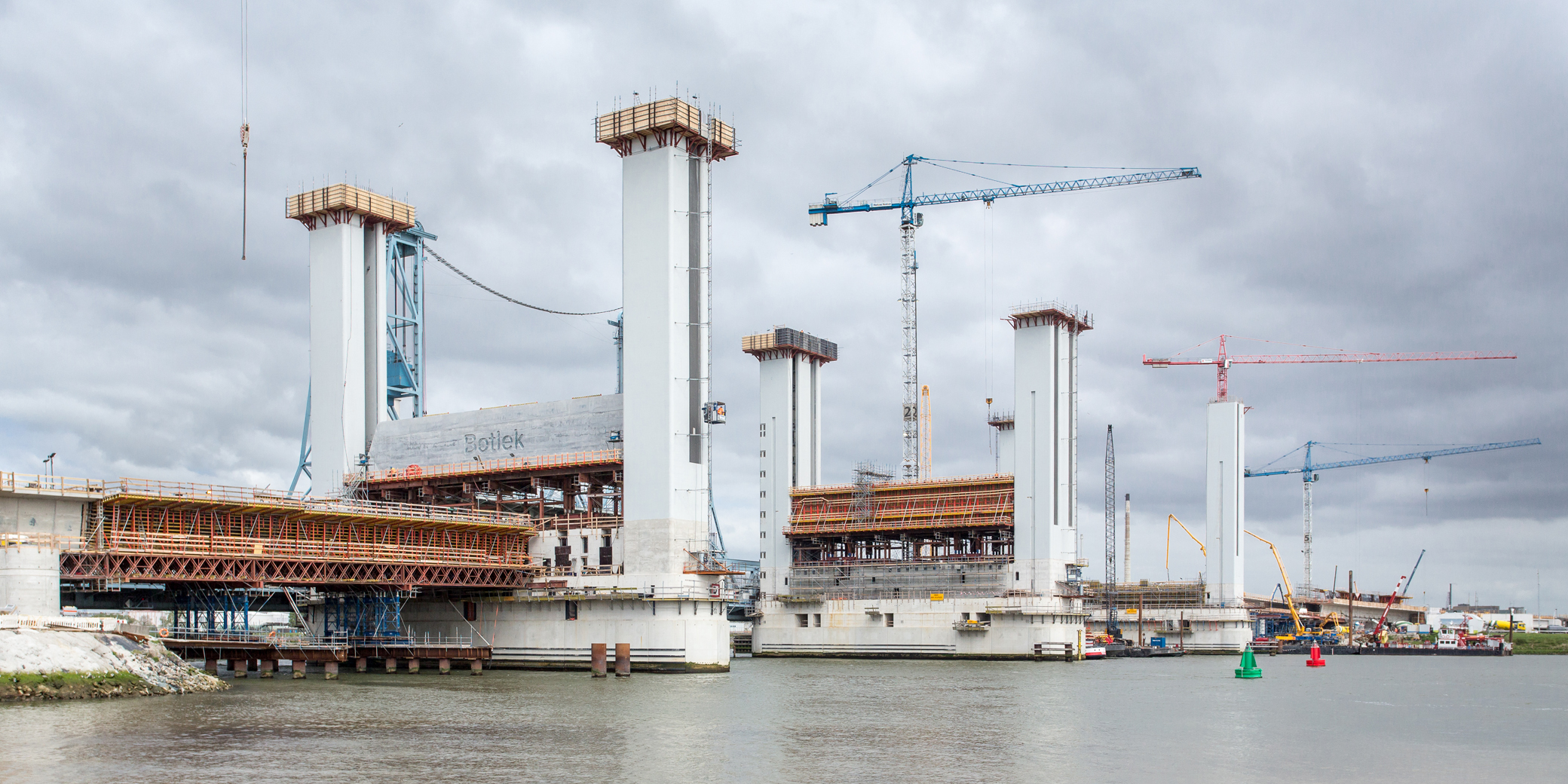
Nieuwe Botlekbrug in aanbouw
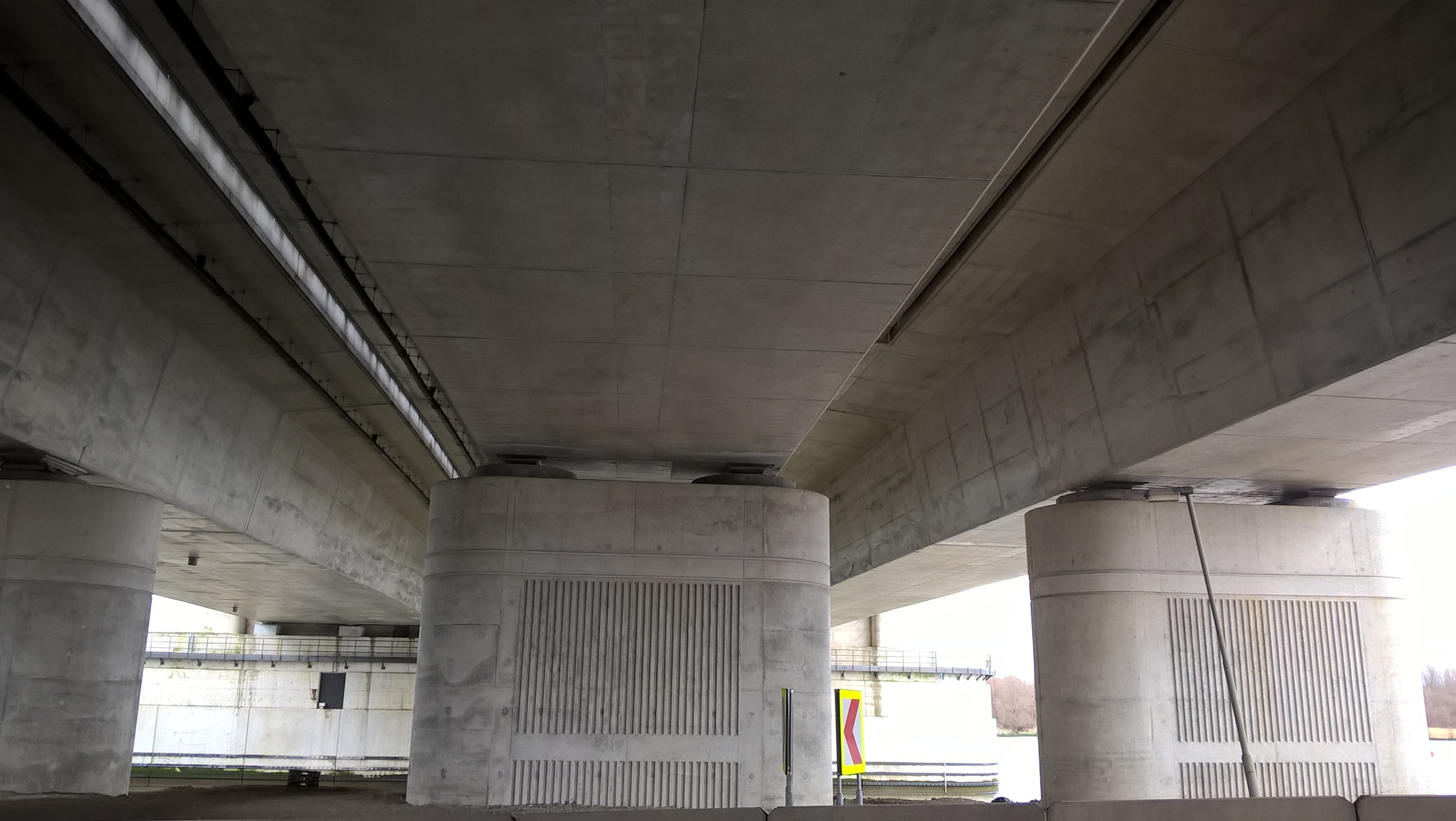
Aanbruggen bestaan uit drie betonnen kokerliggers naast elkaar
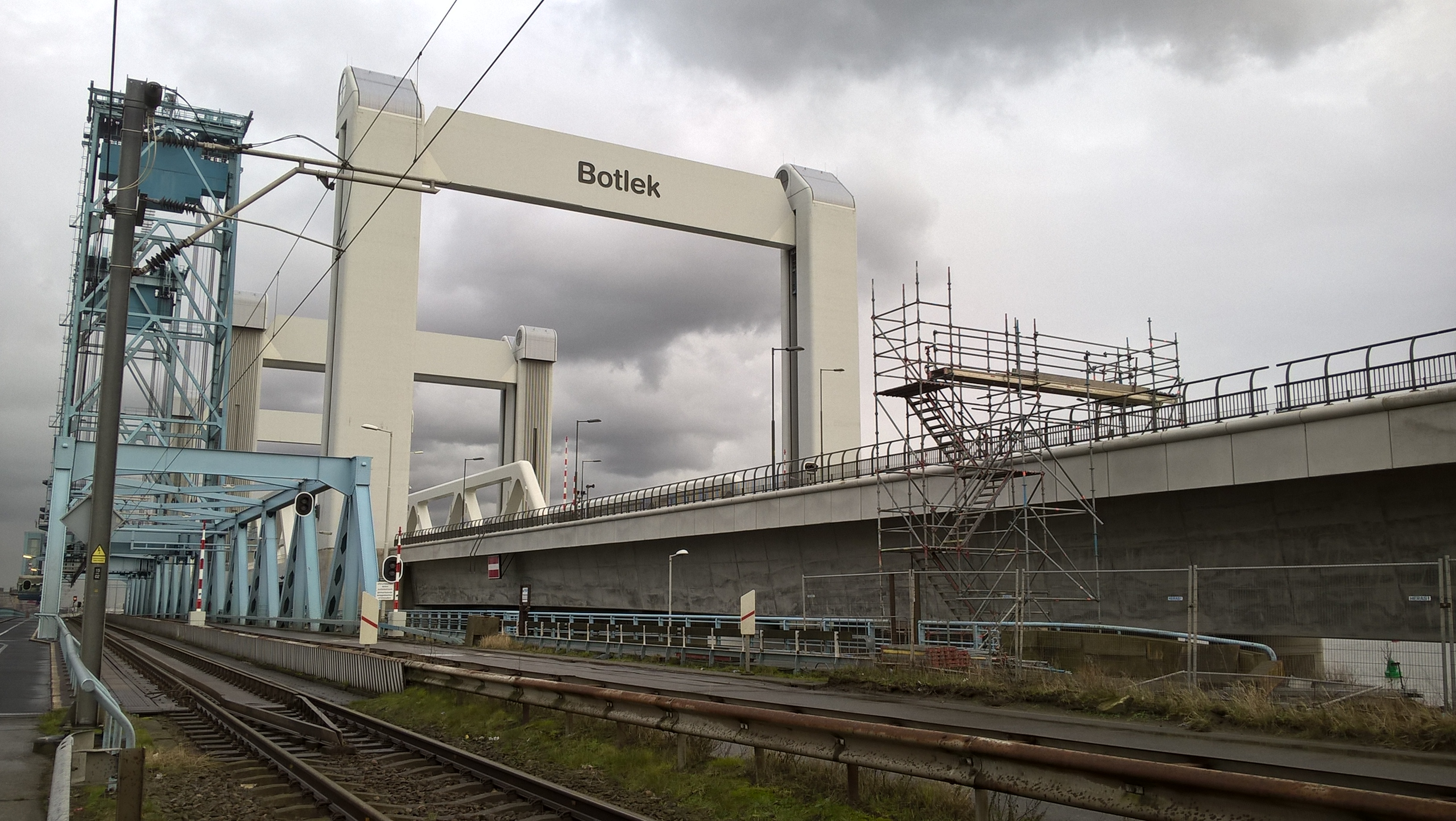
Links de oude brug, rechts nieuwe
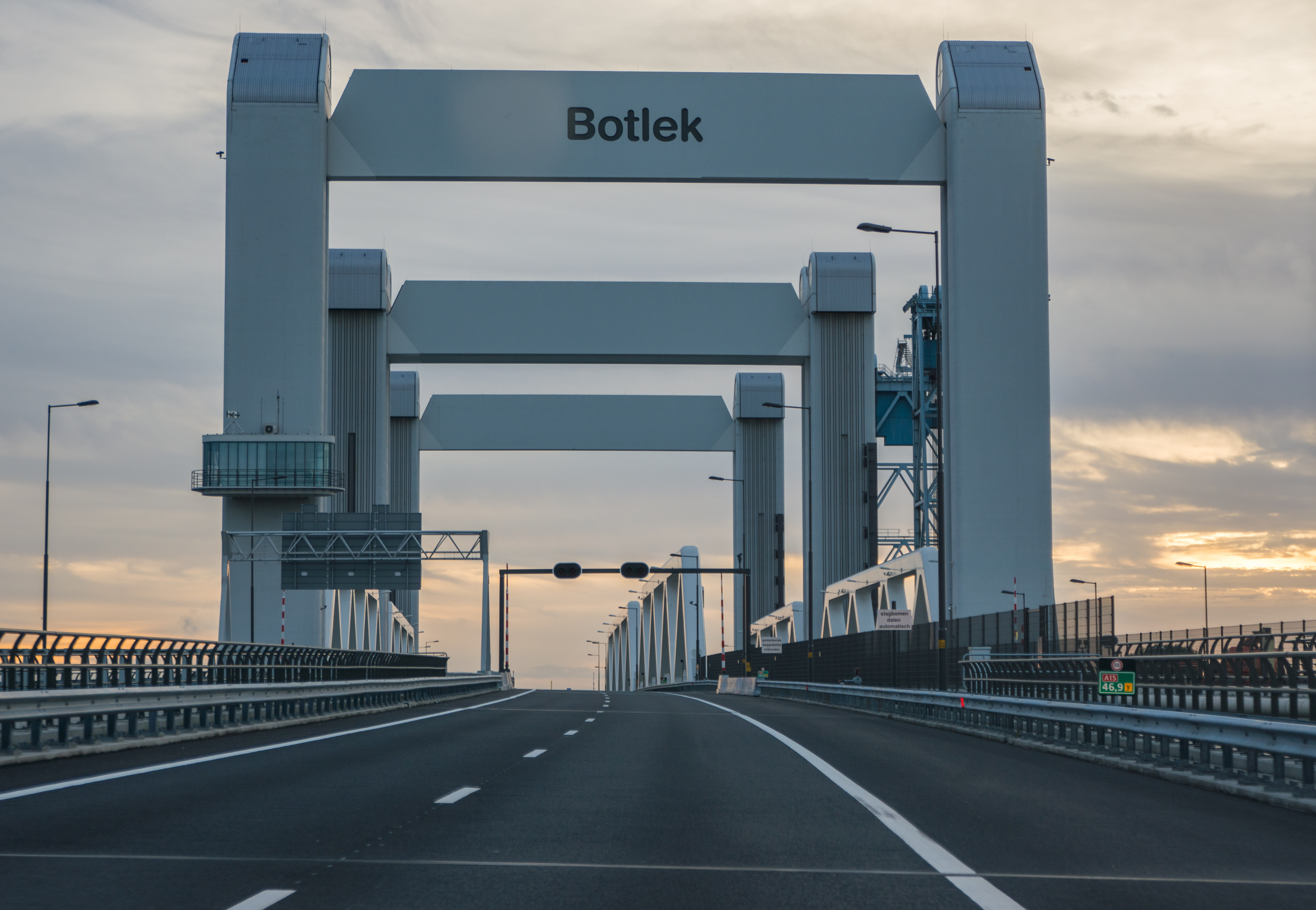
De Botlekbrug, gezien in westelijke richting.
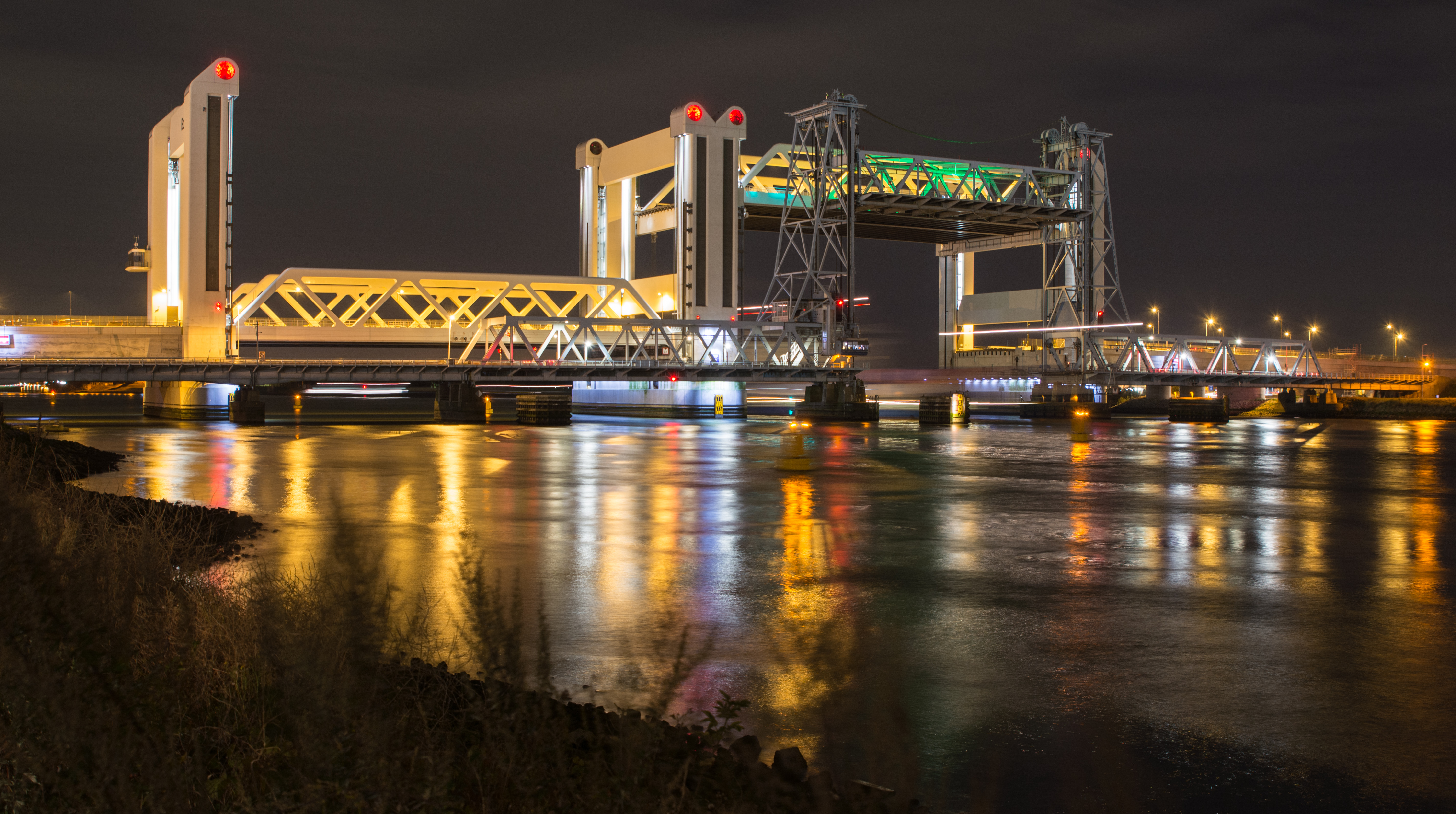
De geopende Botlekbrug. Op de voorgrond is de oude spoorbrug te zien.
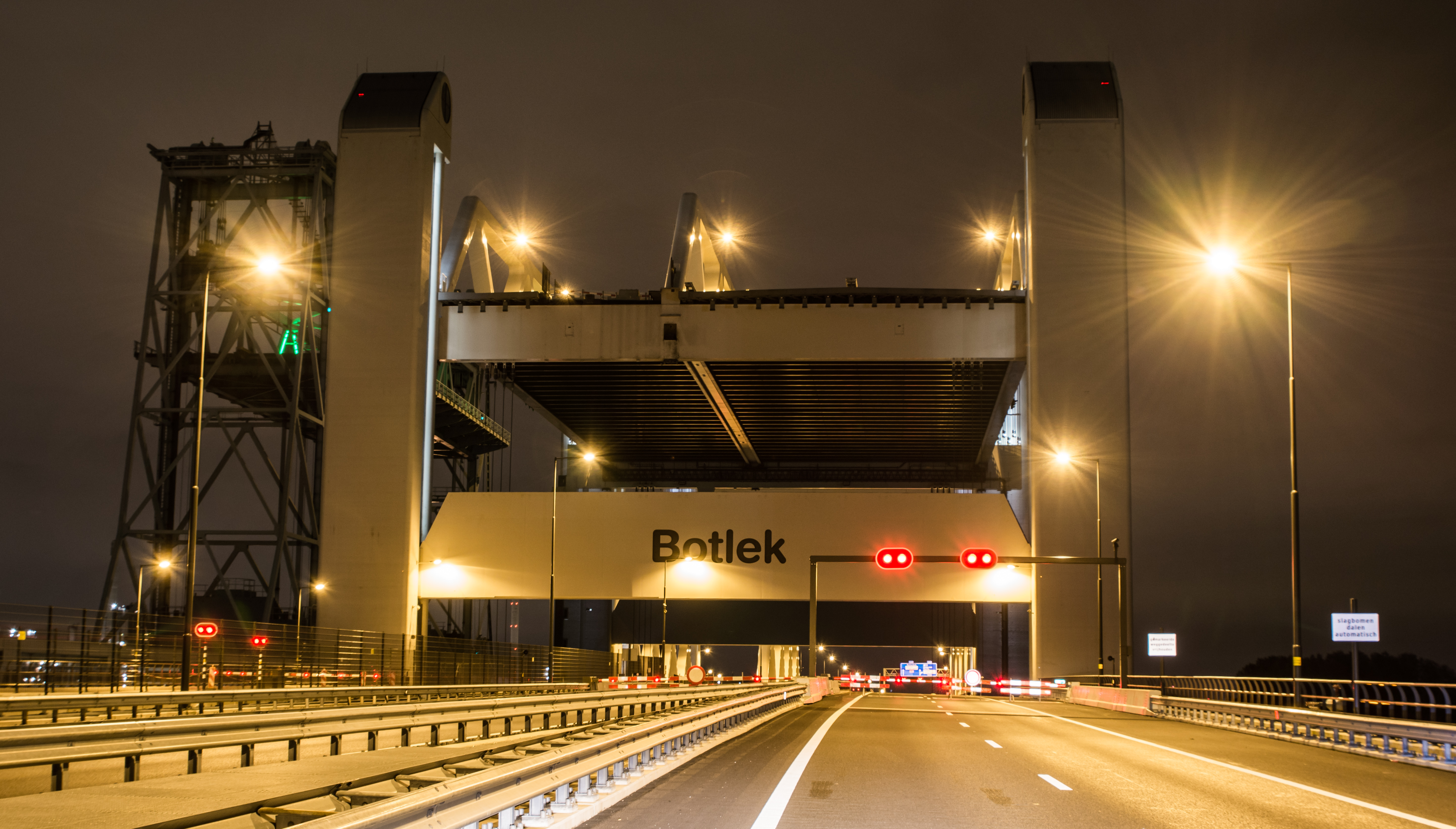
De geopende Botlekbrug tijdens onderhoud, gezien in oostelijke richting.